# Bankers Life Fieldhouse
El Gainbridge Fieldhouse és un pavelló esportiu situat a Indianapolis, Indiana. És la seu dels Indiana Pacers de l'NBA i de les Indiana Fever de la WNBA. Els Indiana Ice, de la NHL, també el van utilitzar durant alguns partits com a local. Des del 2001 fins al 2004 també hi van jugar els Indiana Firebirds de l'AFL. Normalment, el recinte també serveix per acollir concerts.

## Història
El pavelló va substituir el 6 de novembre del 1999 al Market Square Arena com a pista dels Pacers. L'opinió generalitzada al respecte és que és un dels pavellons més impressionants i vistosos de la lliga, cridant especialment l'atenció l'ús i combinació que fan del modern i el retro per a donar-li un acabat únic en una ciutat que viu pel bàsquet com és Indianapolis.
El seu nom fa referència al patrocinador. Anteriorment se l’ha conegut com a Conseco Fieldhouse (1999–2011) i Bankers Life Fieldhouse (2011–2021).
El 2002, l’aleshores conegut com a Conseco Fieldhouse va ser, juntament amb el RCA Dome, seu del Mundial de bàsquet del 2002. També ha servit per acollir tres campionats de la Big Ten Conference (2002, 2004, 2006) i ho farà durant 5 anys consecutius a partir del 2008 al superar a la candidatura al United Center de Chicago.
També el mateix any 2004 s'hi van celebrar els Mundials de natació en distància curta. L'11 d'octubre del 2004, es va instaurar un rècord d'assistència a una competició de natació als Estats Units amb 11.488 espectadors.

## Premis
El 2005, 2006 i 2007 el Conseco Fieldhouse va ser classificat com el millor pavelló de l'NBA segons Sports Business Journal/Sports Business Daily Reader Survey. El 2006, The Ultimate Sports Road Trip va col·locar al Conseco Fieldhouse com un dels millors 4 recintes esportius. "The Ultimate Sports Road Trip" va concloure recentment que, després d'una avaluació de les 122 franquícies dels 4 grans esports americans, el Conseco Fieldhouse era "el millor del millor" (best of the best), tot el que té el pavelló és de 1a categoria, és un recinte únic en una ciutat brillant, segons paraules de Farrell i Kulyk.